# Palaeamathes erythropsis
Palaeamathes erythropsis är en fjärilsart som beskrevs av Charles Boursin 1954. Palaeamathes erythropsis ingår i släktet Palaeamathes och familjen nattflyn. Inga underarter finns listade i Catalogue of Life.